# Makhu
Makhu es un municipio (nagar panchayat) de la India situado en el distrito de Firozpur, en el estado de Punyab. Según el censo de 2011, tiene una población de 14 658 habitantes.